# 극젱이
극젱이는 토양을 갈고 뒤엎고 작물 잔해를 파묻으며 잡초 제거에 쓰이는 농기구이다. 쟁기와 비슷하면서도 가볍고 크기가 작은 편이다.
지역에 따라 후치·술쳉이·훌치이·훌칭이·훌쳉이·흑징이·흙젱이·흙지 등 다르게 불린다. 극젱이로 발전하기 전까지는 손잡이를 잡고 발판을 밟아 삽질을 하듯 땅을 일구는 농기구였던 따비가 존재했다.